# Sender Freiburg-Littenweiler
Der Sender Freiburg-Littenweiler ist eine Sendeanlage der Deutschen Funkturm. Er befindet sich in einem Waldstück auf einer Anhöhe südlich des Freiburger Stadtteils Littenweiler. Als Antennenträger dient ein freistehender Rohrmast.
Dieser Mast füllt Empfangslücken im Osten Freiburgs, der nicht von den anderen Freiburger Sendern erreicht wird. Heute dient er nur noch dem Hörfunk, früher wurde von hier auch Fernsehen ausgestrahlt.

## Frequenzen und Programme

### Analoger Hörfunk (UKW)
| Frequenz (MHz) | Programm         | RDS PS   | RDS PI                | Regionalisierung     | ERP (kW) | Antennendiagramm rund (ND)/gerichtet (D) | Polarisation horizontal (H)/vertikal (V) |
| -------------- | ---------------- | -------- | --------------------- | -------------------- | -------- | ---------------------------------------- | ---------------------------------------- |
| 107,7          | baden.fm         | baden.fm | 1702                  | –                    | 0,5      | D (60–140°, 240–320°)                    | H                                        |
| 97,5           | Radio Regenbogen | REGNBOGN | D608 (regional), D308 | Freiburg im Breisgau | 1,0      | D (310-260°)                             | H                                        |

### Analoges Fernsehen (PAL)
Vor der Umstellung auf DVB-T diente der Sendestandort weiterhin für analoges Fernsehen:
| Kanal | Frequenz (MHz) | Programm                        | ERP (kW) | Sendediagramm rund (ND)/ gerichtet (D) | Polarisation horizontal (H)/ vertikal (V) |
| ----- | -------------- | ------------------------------- | -------- | -------------------------------------- | ----------------------------------------- |
| 52    | 719,25         | Das Erste (SWR)                 | 0,06     | D                                      | H                                         |
| 26    | 511,25         | ZDF                             | 0,06     | D                                      | H                                         |
| 46    | 671,25         | SWR Fernsehen Baden-Württemberg | 0,06     | D                                      | H                                         |
| 50    | 703,25         | Sat.1                           | 0,06     | D                                      | H                                         |